# Plan B Entertainment

logo

Plan B Entertainment är ett amerikanskt filmproduktionsbolag som producenten Brad Grey och skådespelarna och före detta makarna Brad Pitt och Jennifer Aniston grundade 2001. Efter deras skilsmässa lämnade Jennifer Aniston bolaget.
Sedan grundandet har bolaget samproducerat ett flertal större filmer till exempel Troja, Kalle och Chokladfabriken och Mordet på Jesse James av ynkryggen Robert Ford. Filmerna The Departed, 12 Years a Slave och Moonlight har vunnit Oscar för Bästa film.

## Filmer i urval
Plan B Entertainment har bland annat varit medverkande i produktionen av följande filmer:
| - Troja (2004) - Kalle och chokladfabriken (2005) - The Departed (2006) - Running with Scissors (2006) - Year of the Dog (2007) - A Mighty Heart (2007) - Mordet på Jesse James av ynkryggen Robert Ford (2007) - Pretty/Handsome (TV) (2008) - The Private Lives of Pippa Lee (2009) - The Time Traveler's Wife (2009) - Kick-Ass (2010) - Lyckan, kärleken och meningen med livet (2010) | - Undaunted Courage (2011) - The Tree of Life (2011) - Killing Them Softly (2012) - World War Z (2013) - 12 Years a Slave (2013) - Selma (2014) - By the Sea (2015) - The Big Short (2015) - Moonlight (2016) - Vice (2018) - Blonde (2022) - Bullet Train (2022) |